# 格拉布許茨湖

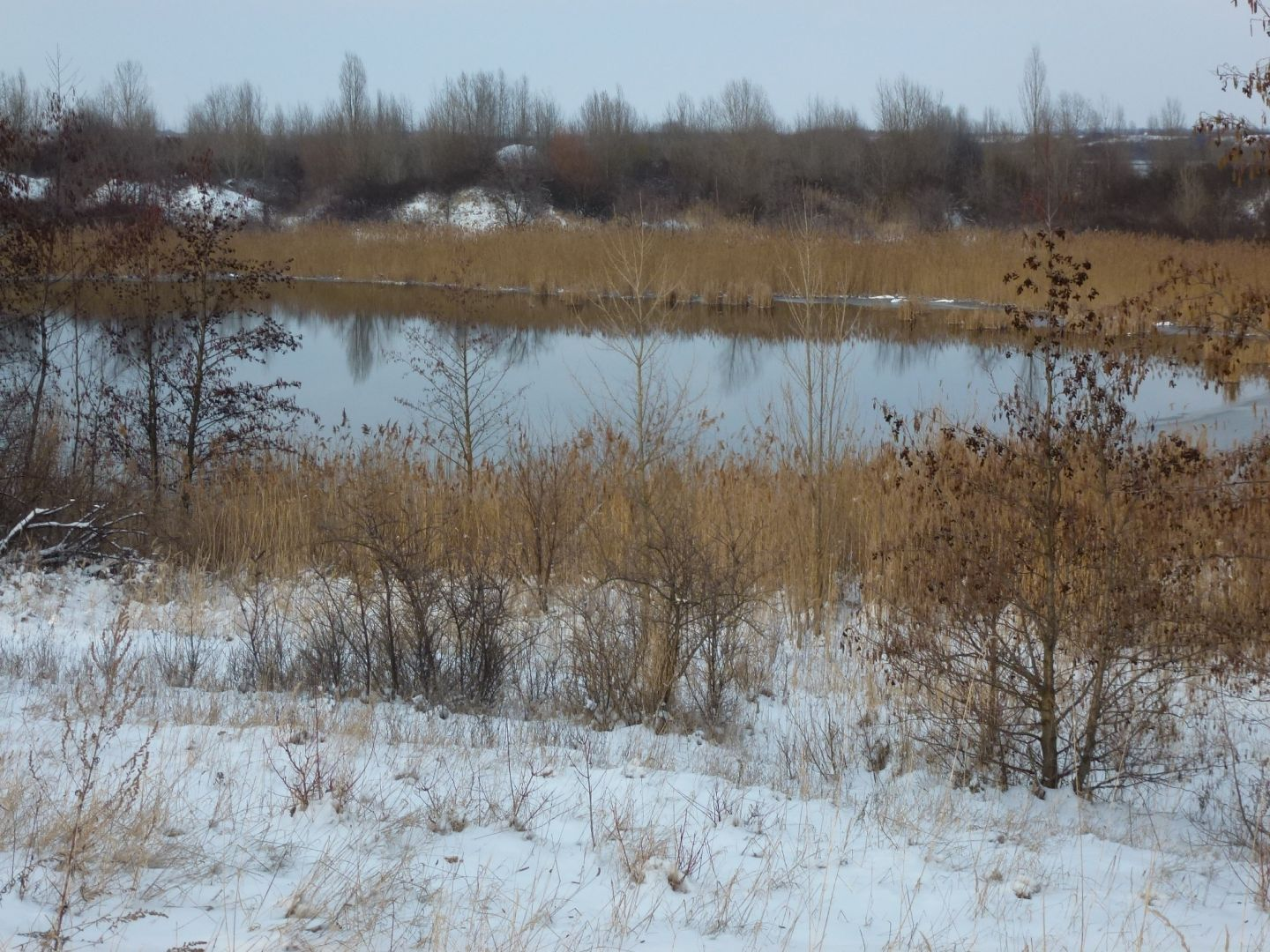

51°28′49″N 12°16′55″E / 51.48028°N 12.28194°E
格拉布許茨湖（德語：Grabschützer See），是德國的湖泊，位於該國東部，由薩克森自由州負責管轄，面積1.3平方公里，海拔高度99米，平均水深3.5米，最大水深31米，湖岸線長度9公里，水體容量430萬立方米。